# El hogar que yo robé
El hogar que yo robé (no Brasil, O Lar Que Eu Roubei) é uma telenovela mexicana, produzida por Valentín Pimstein para a Televisa e exibida pelo El Canal de las Estrellas entre 12 de março a 30 de outubro de 1981, substituindo Colorina e sendo substituída por El derecho de nacer.
Foi protagonizada por Angélica María e Juan Ferrara e antagonizada por Angélica Aragón.

## Elenco
- Angélica María - Victoria Valdes Roldán/ Andrea Montemayor de Velarde
- Juan Ferrara - Carlos Valentín Velarde
- Angélica Aragón - Genoveva Velarde
- Gregorio Casal - Reynaldo
- Virginia Manzano - Amanda Velarde
- Aldo Monti - Luis Felipe Velarde
- Leonardo Daniel - Eduardo
- René García - Carlitos Velarde
- Maritza Olivares - Florita
- María Clara Zurita - Teresa
- Angélica Vale - Aurorita Velarde
- Martha Verduzco - Virginia
- Carmen Belén Richardson - Fernanda
- Tere Mondragón - Juana
- Luis Couturier - Silvestre Soler
- Arturo Guízar - Isidoro
- Arturo Lorca - Cabrera
- Socorro Bonilla - Diana
- Luciano Hernández de la Vega - Ballesteros
- Mauricio Ferrari - Luigi
- Eugenio Cobo - Karim Saud
- Sanicte Maldonado - Aixa
- Felicia Mercado - Flor
- Lili Inclán - Crisanta
- Mónica Prado - Verónica
- Ada Carrasco - La Coronela
- Lola Tinoco - Rosarito
- Marina Dorell - Marilola
- Violet Gabriel
- Saby Kamalich - Jimena Fuentes
- Xavier Marc - Adrián Montemayor
- Arturo García Tenorio - Salomon
- Edith González - Paulina
- Alejandro Tommasi - Daniel
- Alma Delfina - Carmita
- Leticia Perdigón
- Fernando Borges - Tte.Sagredo
- Celeste Sáenz - Odalisca Bailarina
- Armando Calvo - Gaspar Garay
- Eduardo Yáñez - Barman
- Jacarandá Alfaro - Odalisca
- Estela Correa - Deren, odalisca
- Hector Cruz - Comisario Rivarola
- Ricardo Cortes
- Rebeca Rambal - Mariquita
- Felix Santaella - Dr.
- Alfonso Iturralde - Lisandro/Rodrigo Montemayor
- Beatriz Aguirre - Janina

## Outras Versões
- La usurpadora (Venezuela, 1971) protagonizada por Marina Baura  e Raul Amundaray.
- La intrusa (Venezuela, 1986) protagonizada por Mariela Alcalá e Víctor Cámara.
- La usurpadora (México, 1998) protagonizada por Gabriela Spanic e Fernando Colunga.
- ¿Quién eres tú? (Colômbia, 2012) protagonizada por Laura Carmine e Julián Gil.
- La usurpadora (México, 2019) protagonizada por Sandra Echeverría e Andrés Palacios.